# ふらいんぐうぃっち
『ふらいんぐうぃっち』（flying witch）は、石塚千尋による日本の漫画。『別冊少年マガジン』（講談社）にて、2012年9月号（2012年8月9日発売）から隔月で連載中。2021年6月時点で累計発行部数は160万部を突破している。
作中には舞台となる青森県弘前市に存在している名所・風景などが数多く登場しており、ファンの間では聖地巡礼が行われている。
メディアミックスとして2015年8月にテレビアニメ化が発表され、2016年4月より6月まで放送された。

## あらすじ
見習い魔女の木幡真琴は、15歳になったら独立して家を出るという「魔女のしきたり」に従い、使い魔の黒猫チトと共に、実家の神奈川県横浜市から遠く離れた青森県弘前市にある、又従兄弟の圭・千夏兄妹のいる倉本家に頼って、居候を始めることになった。
魔女とは言っても、まだ半人前の真琴に出来るのは「ホウキで空を飛ぶこと」だけ。真琴は一人前の魔女になるべく、魔女たちが好むという自然豊かな東北地方の弘前を舞台に、魔女の修行に取り組んでいく。
同級生の石渡那央や先輩魔女の犬養トワとの出会い、真琴の姉である茜との魔法修行、喫茶店「コンクルシオ」での椎名母娘や動物たち、さらには精霊や幽霊や魔法生物などの不思議な存在との交流を通じ、1人の若い魔女と彼女を取り巻く人々の、騒々しくも穏やかな日常の風景が淡々とコミカルに描かれる。

## 登場人物

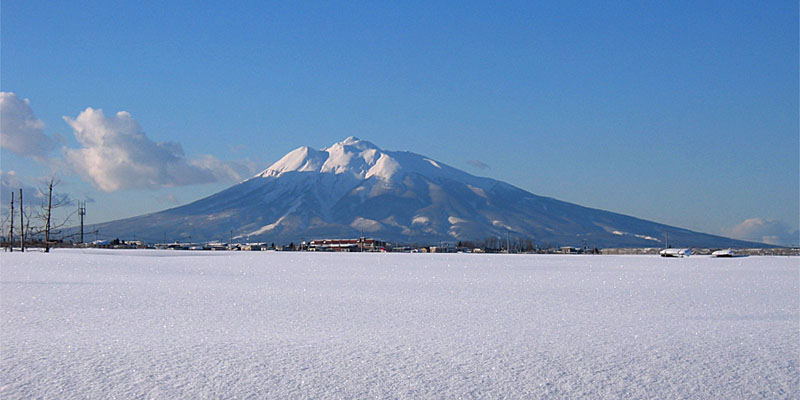
弘前市に位置する、標高1625mの岩木山

### 木幡家
神奈川県横浜市在住。
木幡 真琴（こわた まこと）
声 - 篠田みなみ
本作の主人公。魔女の仕来りに倣い、15歳になったのを機に修行へ出た新米魔女。
誕生日は2月22日、血液型はO型、身長は160センチメートル。趣味は植物の栽培、散歩、裁縫。特技はクッキー作り、ローブ作り、幼い頃習っていた日本舞踊。好きなものはケーキ、クッキー、田舎。動物占いでは狸、魔女の属性ここのつは「闇」（チェムノタ）。
姫カットに切り揃えた黒髪ロングが特徴的な美少女。一見スレンダーな体型をしているが、かなりの巨乳。丁寧語で物を言うなど常に物腰柔らかな性格だが、やや天然気味で極度の方向音痴など抜けた面も多い。
「現代において、魔女は不安定な職業」という両親の意向により、親戚である倉本家へと預けられた。魔女としてのスキルは未熟。高い才能で次々に魔術を行使する姉とは違い、「地道に学んでいくタイプ」と評されている。期待された効果は得られなかったものの、高度な魔術薬を作成するなど才能の片鱗もうかがわせる。
チト
声 - 茅野愛衣
真琴の使い魔である雌の黒猫。真琴によると、「細かく言えばネコではなく、ネコみたいな人間」とのこと。人語は使えないが人間の言葉は理解しており、魔女とは相互に意思疎通が可能である。真琴や那央からは「チトさん」と呼ばれる。出不精のため太りやすく、体重を気にしている。魔女の使い魔であるため、実年齢が17歳でありながら普通の猫よりもはるかに若く見える。
誕生日は4月1日、趣味は散歩、特技は道案内。好きなものは睡眠とホットケーキ。

木幡 茜（こわた あかね）
声 - 葵井歌菜
真琴の実姉。誕生日は5月1日、血液型はA型、身長は170センチメートルで巨乳。趣味は旅とアルバイト。特技は魔術。好きなものはお酒、旅、寿司。魔女の属性ここのつは「光」。
妹とは対照的に非常に自由奔放な性格で、高校を中退して以来世界中を旅して回っている。大ざっぱだが、肝心なことはちゃんと筋を通す。魔女の弟子入りを懇願した千夏を魔女見習いに任命した。気まぐれに瞬間移動で帰国しては倉本家に顔を出すようになり、段々と居付くようになった。魔女としては優秀であり、魔女や運び屋にもその名を知られているなど顔も広い。魔女界での通り名は「山消しの魔女」「崖えぐり」。
褐色の肌に白髪であり、犬養はあまり似ていない姉妹と評している。
ケニー
声 - 佐倉綾音
茜の使い魔であるタイ猫。趣味で人類学の研究をしており、杏子に考古学を教えている。
誕生日は5月5日 趣味、特技は人類学、考古学。好きなものは人間、パスタ。
原作では1巻のみ名前の表記が「ケニィ」となっている。

### 倉本家

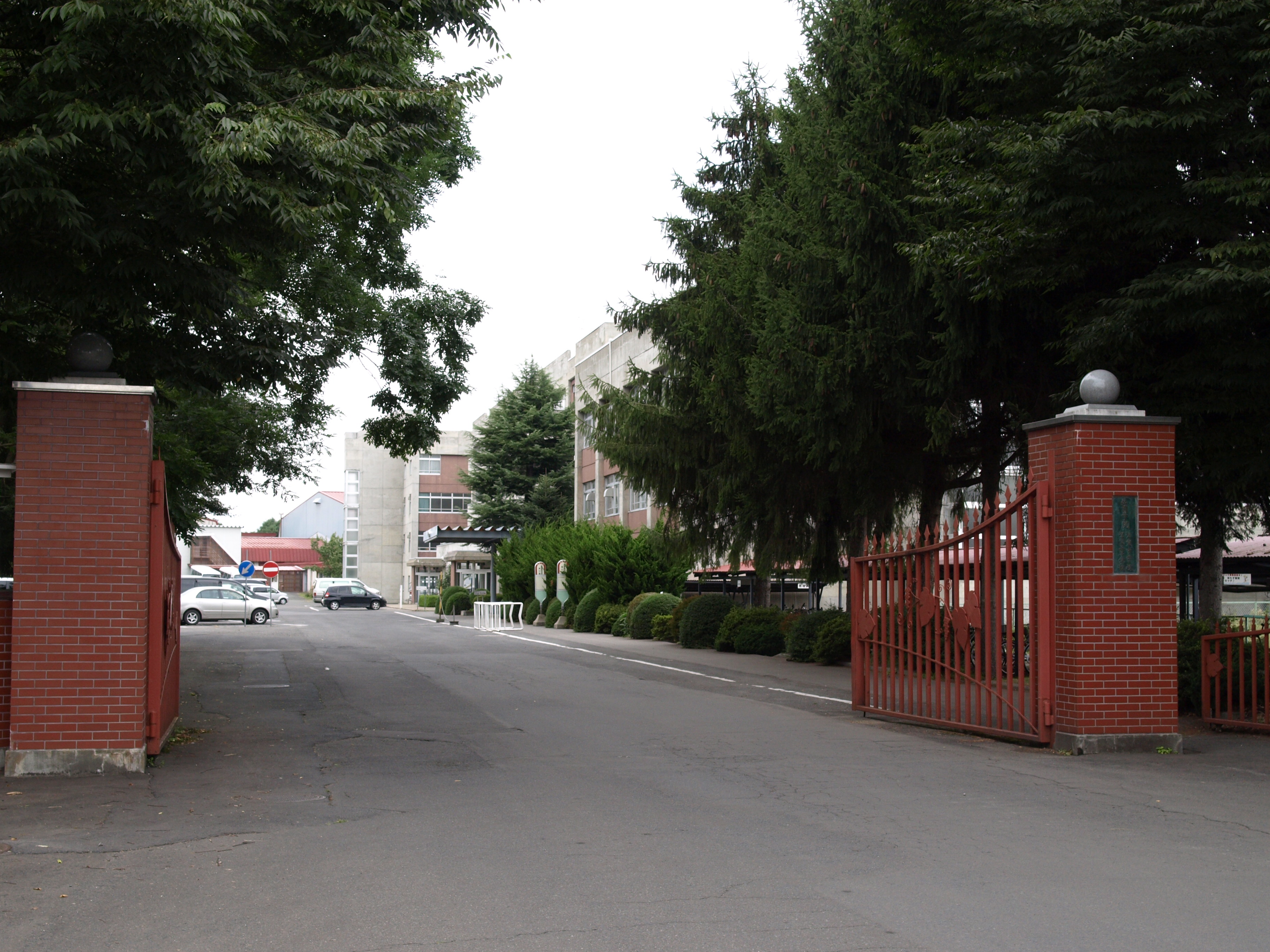
主人公たちが通っている高校のモデルとなった、弘前学院聖愛中学高等学校

青森県弘前市在住。農家をしている。なお、倉本家のモデルとなった民家もほぼそのままの形で実在しているが、個人宅なので一般公開されていない。
倉本 圭（くらもと けい）
声 - 菅原慎介
真琴の再従兄。誕生日は2月2日、血液型はO型、身長は175センチメートル。趣味は料理と映画鑑賞。特技は料理。好きなものは映画、料理、焼肉。動物占いではライオン。
マイペースで穏やかな性格。幽霊やお化けが苦手。食材の知識が豊富で料理が得意。家業である畑仕事に興味があり、真琴の畑作りを手伝ったりしている。
その女子力の高さから友人からは「女子力の人」と揶揄されるが、学校では自ら映画研究部を発足するなど行動力もある。女子から「かっこいい」と評されたり、実際に女子からも好意を寄せられていたり、整った容姿の持ち主。また犬養が好みのタイプらしい。
父と違い、言葉は標準語に近い。真琴に対して那央からは「兄妹みたいな感じ（66話）」とのこと。
倉本 千夏（くらもと ちなつ）
声 - 鈴木絵理
圭の実妹。9歳。誕生日は8月8日、血液型はO型、身長は127センチメートル。趣味、特技はお絵かき、好きなものはお菓子、魔女、ピーマンの肉詰め。動物占いではペガサス。
最初は猫と会話する真琴を警戒していたが、箒で一緒に空を飛んで以降「まこ姉」と呼び懐いている。好奇心旺盛で、後に茜に弟子入りを申し込み、魔女見習いとなる。山菜が苦手だが、茜に「好き嫌いする子は良い魔女になれない」と言われて克服しようと努力している。第30話にてついに魔法が使えるようになった。
真琴の仕事に同行しようとするが夜の場合は寝てしまうことが多々。
ハマベー
67話で正式に千夏の使い魔になった後述の浜辺兎の個体。命名したのはチト。
意思疎通はジェスチャーがメインだったが、後述の「相乗の誓い」のタイルにお互いの手形を残すことで、以降千夏達と会話が可能になった。
自分の眉毛にこだわりがある。浜辺の安全を守る存在なので公園の利用規則にはうるさい。
はまなす公園から真琴について行き倉本家を訪れ、様々な対決をした千夏を友と認め歯を贈り、これがきっかけで千夏は魔法を使えるようになった。倉本家では人間と同じものを食べていたが、食性は雑食。好物はクラゲ。
ハマベーの母から、水を媒介して転移する「水渡り」という魔法を授かり、いつでも千夏のもとに出現できるようになった。
口から水をウォータージェットのように吹き出し、ペットボトルの切断から悪霊退治まで可能。
倉本 奈々（くらもと なな）
声 - 井上喜久子
圭と千夏の母親。絵本作家。若々しくスタイルが良い。大抵のことには動じない。
倉本 啓司（くらもと けいじ）
声 - 小形満
圭と千夏の父親。農家をしている。津軽弁がキツイため、真琴や茜が話していることを理解するには千夏や圭の通訳が必要。奈々と同様寛容。

### 同級生

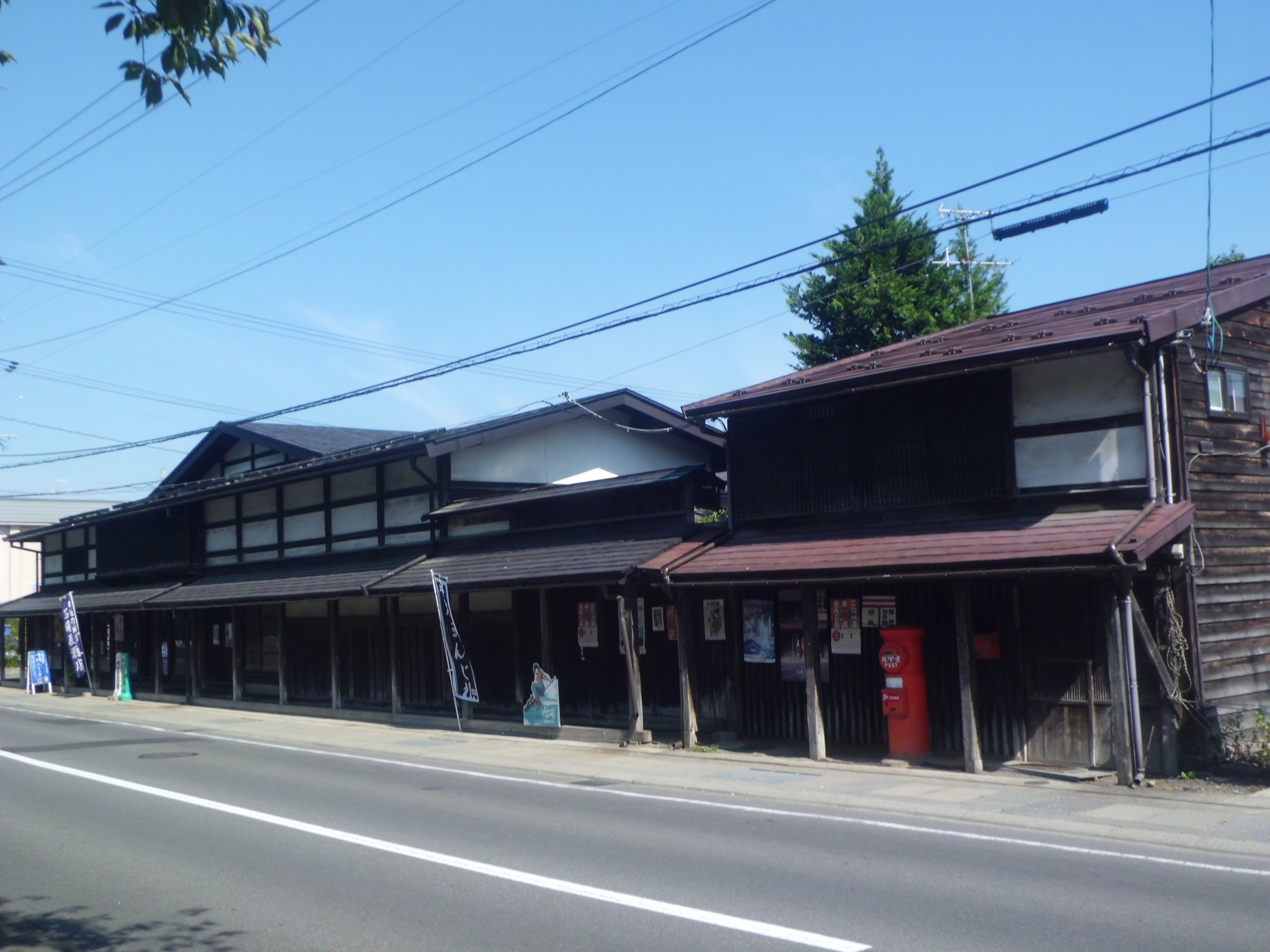
那央の家のモデルとなった石場家住宅

石渡 那央（いしわたり なお）
声 - 三上枝織
真琴のクラスメイトで、圭とは幼馴染。酒屋の娘で、店番や配達の手伝いをしている。カエルはその見た目と皮膚のさわり心地から苦手。過去に手伝おうとして失敗した経験から料理することを避けていたことからスキルは低く、苦手としている（ただし、あくまで過去の経験から苦手意識があるだけで、指導を受ければちゃんとこなせるなど、「下手」と言う訳ではない）。
誕生日は12月21日、血液型はA型、身長は162センチメートル。趣味は読書とCDの収集。特技はファッションのコーディネートと客商売。好きなものはイケメンとたこ焼き。
百瀬、立花
真琴たちと同じ高校に通う同級生。小学校と中学校が同じで、マンガ研究部に所属。百瀬が作画を担当し、立花がストーリーを担当。愛野をモデルに「バレー・オブ・ザ・デッド」というマンガを執筆。小夜に憧れている。
愛野
真琴たちと同じ高校に通う同級生。バレーボール部所属。百瀬、立花のマンガの主役のモデルであり、同題材の動画を撮影する圭に好意を寄せている。
秋元 弥生（あきもと やよい）
真琴の幼馴染で真琴と末心の親友。一般人だが真琴と末心が魔女であることを知っている。危険じゃないレベルの「魔女の仕事」を見学することを許容されている。
茜からは雰囲気が魔女っぽいという理由から、修行先から５８話で帰省するまで魔女だと誤認されていた。

### コンクルシオ

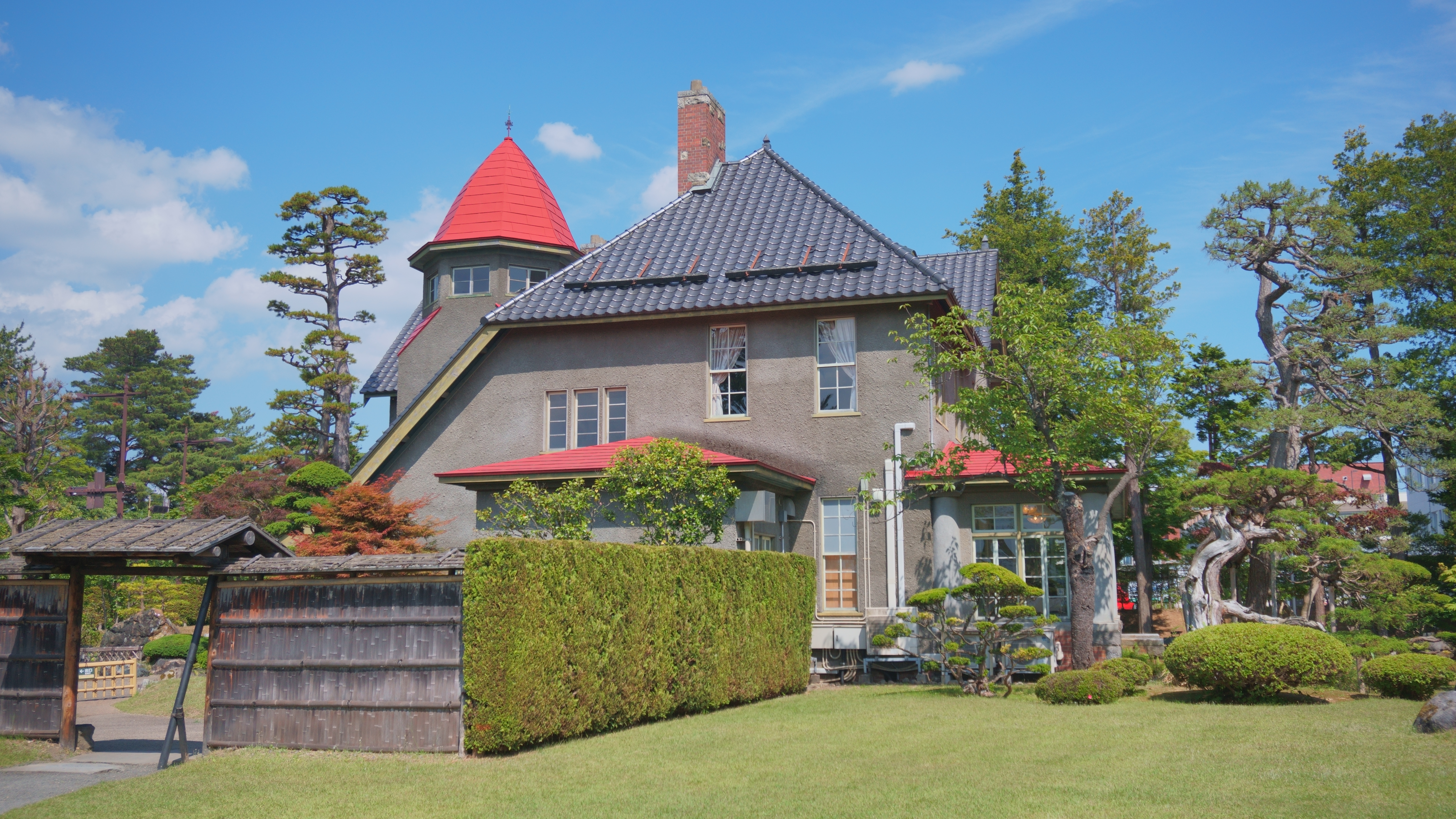
コンクルシオのモデルとなった喫茶店「大正浪漫喫茶室」のある、藤田記念庭園の洋館。

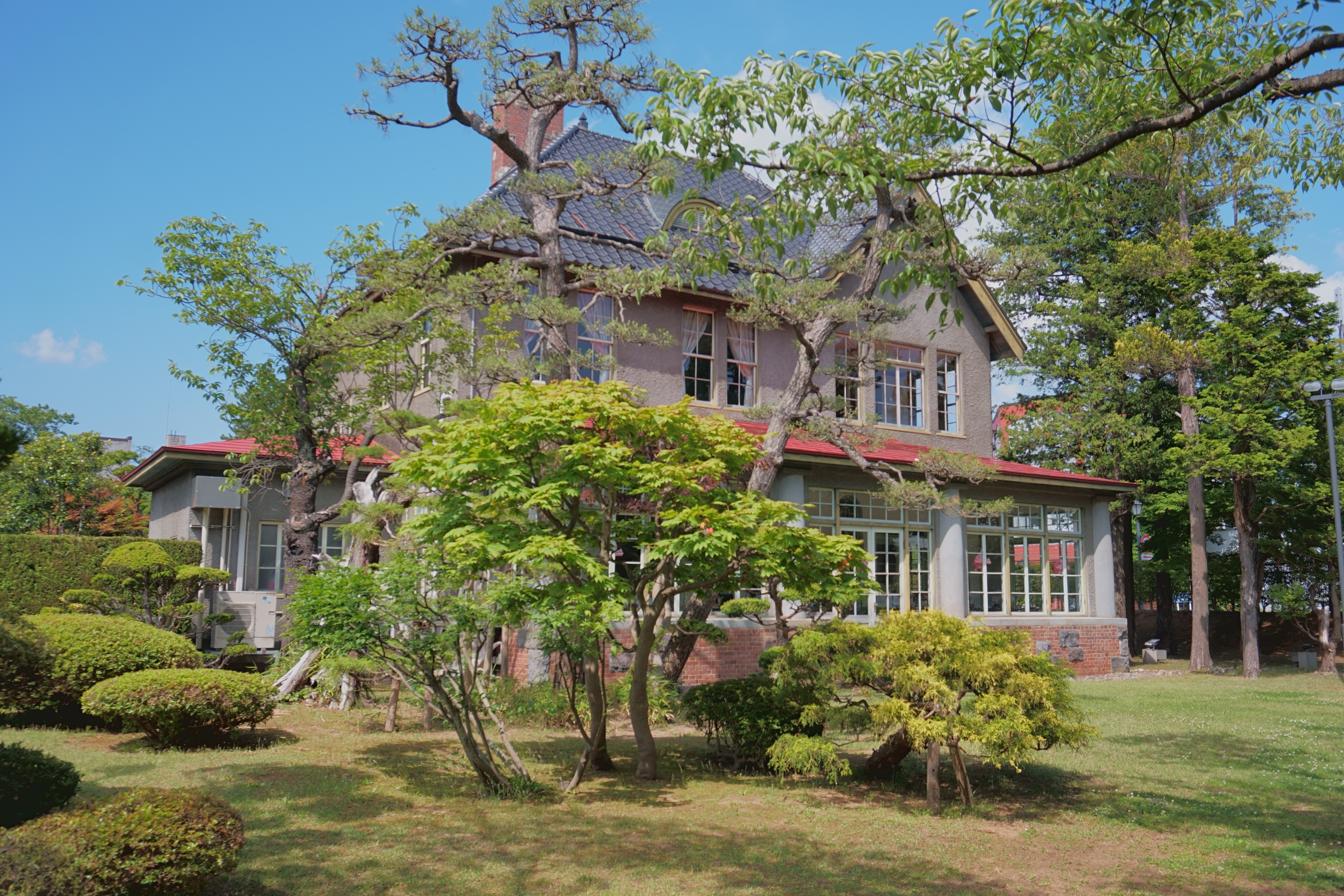
同じく、藤田記念庭園の洋館の裏側。

建物には魔法がかかっており、普段は一般人には廃屋にしか見えないが、二礼二拍一礼することで本来の綺麗な外観が見えるようになる。店名のコンクルシオとは、ラテン語で「封鎖、包囲、結論」といった意味がある。
椎名 杏子（しいな あんず）
声 - 井口裕香
喫茶店「コンクルシオ」で母の手伝いをしている中学生であり、母同様魔女である。ケニーの弟子。
初めての魔法は色とりどりのシャボン玉を作る魔法。
通う中学は横浜市営地下鉄「新横浜駅」近くの中学であり、距離をショートカットする異空間を使って通学している。
誕生日は7月1日、血液型はAB型、身長は150センチメートル。趣味は考古学と、神社めぐり。特技は考古学で、幼少から異世界と交流の深かった父の影響で異世界の古語などにも造詣が深く、横浜で真琴が請け負った仕事で、異世界生物との間で古語を翻訳し活躍する。
それが要因となり、魔女協会から認められ、本来は高校生の年齢から魔女修行を始めるが、中学生の今の段階で協会公認の魔女となった。
好きなものは古い建造物、歴史、ひなの作ったケーキ。
オロル
杏子の使い魔のミミズク。必要に応じてメッセンジャーの役を請け負ったりする。
使い魔としての経験からか仲間内に顔が広く、若いフクロウに巣や縄張りを斡旋する「不動産屋」の役割も担っている。

ひな
声 - 金元寿子
「コンクルシオ」の店員の幽霊。明治39年生まれ。恥ずかしがり屋のため普段は透明になって筆談で応対しており、人前に姿を現す場合は能面を着用する。喫茶店のケーキや煎じ茶を作っている。
誕生日は6月24日、血液型はA型、身長は164センチメートル。趣味と特技はケーキ作り。好きなものは店長、杏子、白米。生前は看護婦をしていたが、患者から伝染病を罹患してしまい死亡した。
椎名 メイ（しいな めい）
声 - 早水リサ
杏子の母親。「コンクルシオ」のオーナーで、おっとりとした腕の立つ魔女。"向こう"との交流の場である喫茶店に魔法をかけて一般の人には廃墟に見えるようしている。本誌79話でようやく名前判明。
椎名 さとし（しいな さとし）
杏子の父親。作中で魔法は使っていないが異世界との貿易関係の仕事を行っており魔女世界（異世界）との関わりは深い。
自宅（コンクルシオ）には半年に一度程度しか帰ってこない。たまの帰宅で会う度に成長している杏子との会話に困る程度の人見知り。

### 魔女

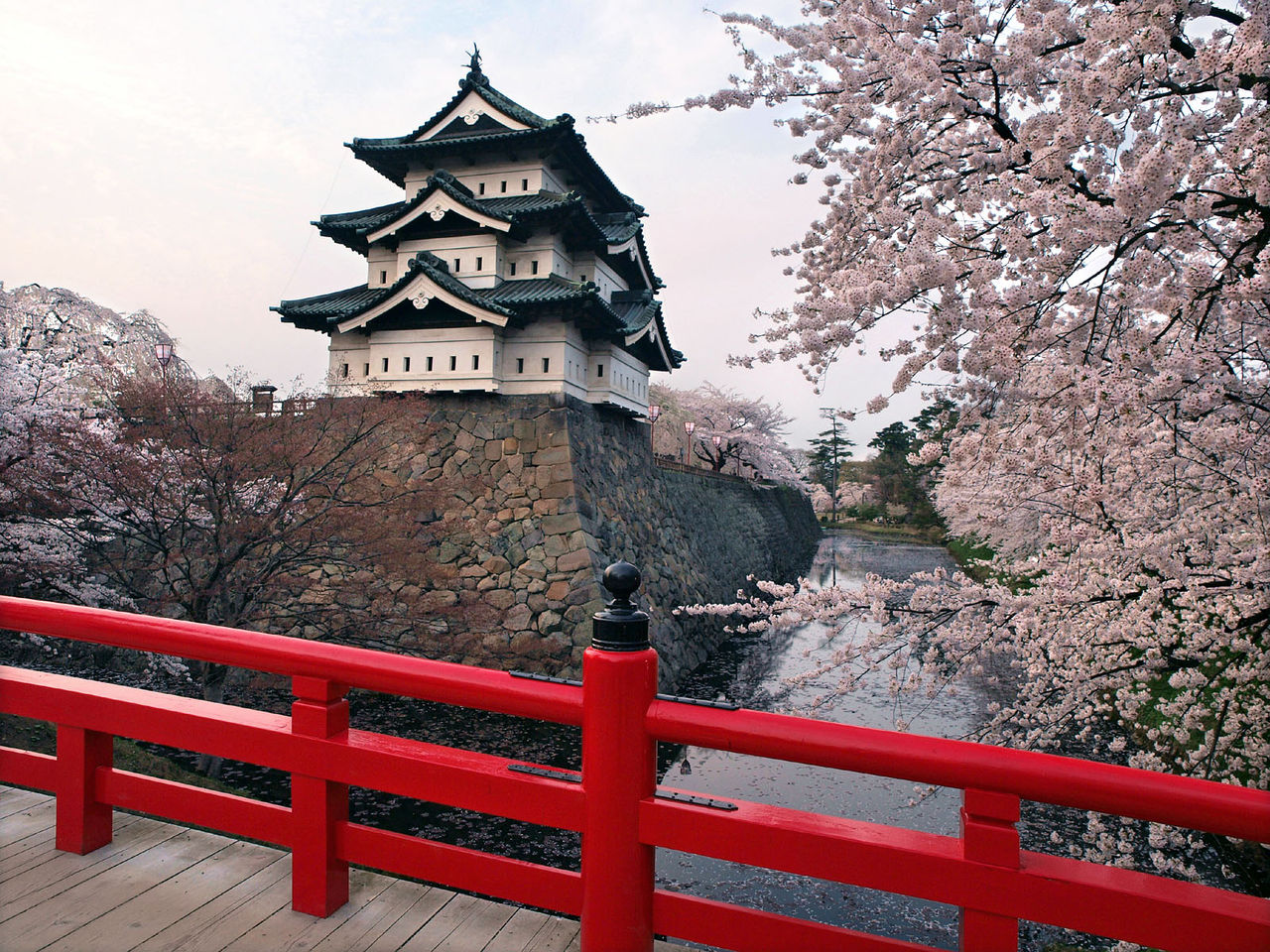
犬養が路上占いをしている、弘前公園

犬養 トワ（いぬかい トワ）
声 - 日野まり
茜の友人の魔女。秋田県出身。夜間大学に通いながら昼間はフードを被り店舗兼住居の「魔女の家」で「トワトワ」という偽名で占いをしている。
圭は好みの女性であるという旨の発言をしており、千夏も元の姿を美人の犬飼さんと表現するなど、作中では容姿端麗の秋田美人として描かれている。
真琴が来る1年前、茜が作成した動物変化の魔法薬を食べたことで秋田犬の獣人の姿になる。その魔法薬の完成度から、獣人の姿は昼間に限られ夜間には元の姿へと戻る。酒の飲みすぎで記憶を失っていたため、最初は茜に無理矢理、魔法薬を食べさせられたと勘違いしていたが、実際は酔った勢いで自ら進んで食べていた。のち、茜が入手した「呪解薬」によって完全な人間に戻る機会を得たが、後述の甥のりゅうのために踏み切れずにいる。
原液一滴を水に薄めて飲むと約1時間人間の姿を維持できることが調査で判明しており、第49話の取材回や第52話の水着回では一時的に人間に戻ってやり過ごしている。
誕生日は10月2日、21歳。血液型はB型、身長は170センチメートル。趣味は深夜の飛行と読書。特技は占い。好きなものはお酒、占い、紅茶。バスケットボール部にいたこともある。動物占いでは名前に反して猿。
アル
声 - 小澤亜李
犬養の使い魔である白いハムスター。首に小さな蝶ネクタイを付けている。猫が苦手で、チトやケニーの視線におびえている。
誕生日は1月10日、特技はパントマイム。好きなものは子供。

アキラ
配給品の配達や修行状況の調査などを行っている協会の魔女。真琴と犬養を担当している。移動には箒ではなくバイクに乗って空を飛んでいる。
鹿角 小夜（かづの さよ）
魔女の属性ここのつは「風」（ウィントス）。
高校2年生で真琴の1つ上の先輩。1年生のころから魔女をやっており、規則が緩くなったとはいえ魔女としての自覚が若干薄い真琴を厳しく指導する。メールでは絵文字の使用頻度が高い。
祈祷系の依頼を数多くこなしており、ナルナルが起こした神隠しも的確に対処した。しかし、虫全般が苦手で見るだけで絶叫してしまうので有効な対処法があっても使えずにいた。
トロルマネジャをしている父がおり、そのサポートをするのが目標。（71話）
ブーバ
小夜の使い魔のカラス。
リー
中国に住む調剤を得意とする魔女。表向きには料理店を経営している。高度な技術力を持つが、世界経済を混乱させるという理由から協会に制限を掛けられており、合言葉を知っている人物とのみ商売している。
シャーリー・フローレス
魔法植物学者。アメリカ人だが日本語はペラペラ。ただし関西弁。
アメリカから真琴の生成したマンドレイクの亜種を研究するために来日。新種魔法植物を大量発見しているため魔女界では有名人。生物の培養液からその生物のDNAを立体拡大投影（触ることもできる）できるなど、生物学的な魔法を自在に扱う。
星野 末心（ほしの みこ）
真琴の横浜生活時代の友人で魔女、愛称は「ミコ」。真琴とはゆるいライバル関係。魔女の属性ここのつは「金」で、得意魔法は泉鏡（せんきょう）という自分そっくりのドッペルゲンガーのような物体を作り出す「コピー系」と呼ばれる複写魔法。作り出した複写体は触ると溶けてしまうが、内部に使い魔が入って操ることで表情豊かに動かすことが可能。
蛇が苦手。
修行先は沖縄の宮古島で、親の知り合いの家にお世話になっている。
カンテラ
ミコの使い魔のイタチ。
二瓶 巴（にへい ともえ）
アキラと同じく協会の職員。帰省した真琴とミコの、横浜での補佐役魔女。木幡 茜曰く（68話）魔法界で一番喧嘩の強い人。一般人には見えない「冥界馬車」を用いる。酔うとダジャレマシーンと化す。（69話）
東京の豊島区巣鴨で人形使いの魔女「五所川原椿（名前のみの登場）」の弟子として同魔女の商う、世界中の魔術師が作った呪織布を扱う一般人には見えない「布屋」という店舗運営を任されている。
身につけた呪織布を手足のように使う数々の魔法から「衣使いの魔女」と呼ばれるバリバリの武闘派魔女で、海外でトロールを布を使った魔法で保護（取り押さえ）した一部始終を使い魔のミンミンによって撮影されていたり、呪織布の実演でチェンソーや散弾銃を用いるなど、その武闘派ぶりがうかがえる。
ミンミン
二瓶の使い魔のヘビで日本語を流暢に話す綺麗な人間の女性に变化できるが、人間の姿になってもクネクネとした所作のため、蛇が苦手なミコからは気味悪がられている。
マキコ・スミス
日本国内での肩書は魔女協会青森県弘前支部支部長だが、世界中の国の支部長と対等に会話をする姿や、スコットランド魔女協会総本部の協会総本部長や理事の代役を務めている姿が作中に描かれており、協会内でもかなり地位の高い人物。
アカツキ
宝石職人の魔女。魔法に頼りすぎると怠慢や驕りが出るので、極力魔法は使わず生身でできることは生身でやるというのがモットーの極端な脳筋系魔女。
豪麗鬼という戦闘部族の祖父がいて、人間世界で仕事をする魔女であるものの、額から二本の角が生えている。相撲に似た競技とっちゃり（後述）での作中世界第５位。

### 魔法使い
江丹雲 ゆうすけ（えにぐも ゆうすけ）
青森県下北半島に住む魔法使いで、魔女協会に所属するマナの研究者。魔法の属性「ここのつ」判定の第一人者。真琴や小夜のここのつを判定した人物。
自身のここのつ属性は「金」。自ら魔法と科学を融合させた機械を作り出し、属性を持ったナノマシンなども開発している。開発が趣味で変なものばかり開発して、よく爆発する。
タロス
江丹雲の使い魔。
機械技術、科学技術の発展している「ゴルトルト」という異世界で作られた金属生命体。普段は反射する光の周波数を変更して人間にしか見えないが、特定の人たちだけに実体が見えるようにすることもできる。

### 運び屋
春の運び屋
声 - 櫻井孝宏
メンフクロウに似た長身の人型男性。冬を送り、春を運んでくる。弘前に新米魔女がやって来たと聞いて、真琴の元を訪ねる。その怪しい風貌から千夏に警戒されていたが、「嫌わないでください」というメッセージとともに春の花（ペチュニア）を贈り、彼女の信頼を勝ち得た。後述の「夏の運び屋」と知己であり、スマホで連絡をとりあっている。コンクルシオの常連でもある。
夏の運び屋
外見は短髪の男性だが、その正体は人間に近い姿をした竜のような生物。夏を運ぶ役目を担っている。冬の運び屋が撒いた冬の根を冬のぶり返しが起こる7月1日までに取り去り、夏を呼び込むのが仕事。だが、二度寝による寝坊をしてしまい倉本家や公園の敷地にある冬の根を取り忘れぶり返しを起こしてしまった。
上記の失敗の罰として留学生のサマーとして、公園周辺の仕事を手伝っている。
秋の運び屋
外見は公家風の和装で、常に鍬を持ち、面と公家風の立烏帽子を被り素肌はどこも見せない服装。飲食も面をずらして食べている。73話で入浴シーンがあり体は裸であったが、面だけは外していなかった。性別は本人曰く女性寄りで作中では女性の肢体で描かれている。茜の友人であり「アキちゃん」「あかねん」と呼び合うほどの仲。秋を運ぶ役目を担っている。異領域と呼ばれる場所で鍬で神事を行うことで地から小人のような神が複数顕われ、その神の力を冬のタネに宿し、そのタネを各地に埋めることでその地に冬を呼ぶ。（73話で「埋めることで冬が始まる」と本人からの解説がある）なお、タネに宿る神は素直に宿らず逃げ回る個体がいるため宿らせるために捕まえなければならず、失敗すると地球上の火山が一気に噴火して人類が滅ぶ。作中の年は夏の運び屋の失敗で充分に神が温まっておらず逃げる個体が大量に発生したが、同行したシャーリーの機転により温泉に漬けることで逃げ回っていた個体も充分に温まり、素直に冬のタネに宿り事なきを得た。
テンちゃん
秋の運び屋が使役する、人を複数乗せて飛翔できる白狐風の生物。「テンちゃん」は千夏が呼び掛けた名前であり、正式名称かは不明。
秋の運び屋もこれに乗って顕現する。常に咥えている巻物を口から離すと小狐になる。酒好き。
冬の運び屋
当初本誌（別冊少年マガジン2023年6月号）の73話では千夏の口から「冬の運び屋の仕事を体験した」との記述があったが単行本12巻の73話では「夏の運び屋の仕事を体験した」と訂正されており、作中への登場は未だ無い。
四季運びの仕事（73話）とある事から存在はしていると思われる。
夜の帳（よるのとばり）
アニメオリジナルキャラクター。キャラクターデザインは原作者の手によるものである。全身を覆う黒い布地の上から花柄でレースのケープを纏い、顔は白い面状であり、面なのか自顔なのかは不明。普段は衣服に隠れている細い手（肘関節が二つある）は、本を読むときなどに見ることができる。地域に夜を連れてくることを生業としており、夜が近くなるまでは仕事がないため前述の「コンクルシオ」で時間をつぶしている。
新聞屋
黒のコートと制帽を身に着けた長身の人物。“向こう”に暮らす存在が発行する新聞を売り歩いており、魔女が早朝に軒先で待つことで購入できる。言葉を発さず身振りで意思疎通を行う。茜曰く、「（春の運び屋とは）親戚のようなもの」らしい。

### 生物
マンドレイク
作中に登場する植物。一見すると枝分かれの多い大根のように見えるが、枝分かれした部分が人間の四肢のように動き、さらに目と口とおぼしき窪みまである。地面から抜いたときにあげる悲鳴を人間がまともに聞くと死ぬことがある。毒性も強いが、しっかり毒抜きをすれば万能薬やお茶にもなる。へたの部分を土に植えれば栽培も可能。畑に植えられたマンドレイクの声は千夏役の鈴木絵理。
くじら
身体に石材のようなものをまとった飛行する鯨。背には庭園や建造物が築かれており、かつては人々を背に乗せて群れを成し、世界中を回遊していたらしい。何らかの理由で人々が去ったのちは、めいめいが自由に回遊している。その到来は魔女専門の新聞屋が売り歩く新聞で報じられ、ケニーや杏子のような研究者が訪れることもある。
ナルナル
魔法動物。餌である虫を食べるために、限定区画の複製をループさせる空間を作り出す。素早く動き回り、相手の顔面目掛けて唾を飛ばす。
浜辺兎（はまべうさき）
浜辺に出るうさぎ状の生物。カチーナの一種。浜辺兎の出る浜辺は安全だと言われている。好奇心旺盛。気の合う仲間に自分の歯をあげることがある。なお、歯には濃厚なマナが含まれており、千夏はこのマナを使うことで魔法を習得した。
土魚（どんぎょ）
アニメオリジナルのキャラクター。その名のとおり、地中を水中のごとく泳ぎ回る魚。その姿は、当地の祭りで飾られる「金魚ねぶた」を青くしたような外見。お祭りやイタズラが好き。お酒を飲むと赤くなる。膨らんで驚かせたり、光ったり、空中へ飛び跳ねて（短時間だが）空中に浮いたりもする。
オオゲツヒメ
鹿のような生き物で、糞は希少な「オオゲツヒメ米」と呼ばれ食用される。日本神話のオオゲツヒメが鼻や口、尻から食材を出したと言われるためこの名が付いたと思われる。
プランテル
体から花や草を生やせる生き物の総称。その生物たちをお披露目するお祭りが、弘前のねぷた祭りに連動して異世界で行われている。
前述の「オオゲツヒメ」もプランテルの一種。
マン、ドレ、イク
前述のマンドレイクを真琴が薬などで利用した後、葉部分を地面に埋めて新しく生やそうと実験中、肥料代わりにまぶした灰が魔法実験後の灰であったため、特殊個体として3体のマンドレイク亜種として生まれた。真琴がそれぞれの個体に「マン（丸い個体）」「ドレ（横長の個体）」「イク（縦長の個体）」と命名。
ある程度の知能を備えており、真琴の部屋をジャングルのように形成し住み着いている。前述の生物学者シャーリーによると、異常な進化を遂げており、通常のマンドレイクとは遺伝子レベルで異なる。
脱皮して成長する。ティッシュ製の小さな「真琴」像を大量に作成し、偶像崇拝を行っている。
ガシャ
チェムノタールという種族の生物で、空間を司る職と自称。体調不良により勝手に体の周りの空間ごと肥大してしまう状況で、闇の魔女（真琴）の涙（チェムノタールには万能薬）を求めて倉本家を訪問。
見た目（骸骨）と名前、その能力から日本の妖怪がしゃどくろがモチーフだと思われるが、服装は死者の日 (メキシコ)の仮装を彷彿とさせる。
グレムリン
後述の魔女協会からの委託を受け、物語内のインターネットを情報管理検閲する妖精。
後述の脱兎ルールに抵触するインターネット上の情報を常時監視している。該当情報を即時削除し、情報発信した端末を破壊する。
タラメラ
後述の火の世界「コーヒブルカ」の主（あるじ）。かなりフレンドリーで、語尾が「～ホア」。

### その他
ミヅハよもぎ
5歳の男の子。魔女協会の依頼により、真琴が一時的に預かることとなった。その正体は雨師（降雨を司る神）の子供であり、屋内であっても雨を降らせることが可能。ただし、まだ子供のため感情が昂ると能力が暴走することがある。名前にちなんで蓬餅が好物。
ミワ
犬養の姉。30歳前後。茜とは以前からの顔見知り。息子である「りゅう」の口からは魔法が使えるとの言質があるが、作中では未だ魔法も魔術も使ったことがない。
りゅう
ミワの息子。人見知りの激しい性格。犬の姿の犬養に懐いているが、人間の姿とは別人だと思っている。このため犬養は完全に人間の姿に戻る気になれない。
大熊 灯花（おおくま とうか）
青森県のローカルテレビ「RBA青森放送」の記者・アナウンサー。通常のニュースの他、オカルトめいた謎も追っている。テレビ登場の決め台詞は「ガオー 熊だけに！」。
偶然から真琴とアキラと出会い、インタビューしようとするが、後述の「脱兎ルール」によって失敗した。
近隣の占い師としてトワにも目をつけインタビューし、たまたま来ていたトワの甥りゅうの言葉から確信に迫るが、後述の「脱兎ルール」によって失敗した。
岡田
慶長時代の侍の霊。享年41歳。杏子が学校からの帰り道で出会い、コンクルシオに連れて行った。生前、配下の侍から流行病を罹患したことがきっかけで死亡した。
すーさん、ハマちゃん
杏子の同級生で歴史好き仲間。杏子からは「親友」として認められているが、杏子の家に行くことについてはまだ許されていない。

## 用語

### 魔女
物語の根幹をなす存在であり、普通の人間と違い魔法（魔術）が使える女性たち。基本的に血族が代々受け継いでいく存在だが、最近は普通の人生を選ぶものも多く、徐々に数が減ってきているらしい。ジョブと言うより「スキル」であるようで、魔女について学ぶことによって普通の人間から魔女になることも可能だが、下手をすると人としての人生すら送れなくなることもある。
魔法使い（男性）もいるが、魔女1,000人に対して1人くらいの割合で、とても少ない。「魔女になって何をするか」はそれぞれの判断に委ねられており、悪いことさえしなければ大抵のことは認められているが、過去に大変なトラブルがあり、魔女（魔法使い）は人間社会で起きた大きい問題（紛争や飢餓問題、環境問題など）には直接介入してはいけない大前提がある。茜の「長距離瞬間移動」は、厳密に言えば出入国管理法違反であり犯罪なのだが、茜によると「過去に協会と各国と取り決めで不問とされている」らしい。
新人の魔女には自然が多く資源が豊富な東北地方が人気のようで、数多く存在するとのこと。魔女であることは、家族や親戚等の関係者以外には秘密にすることとされているが、特に漏洩に対する罰則などは無い。15歳になると立派な大人として認識され、自立するために家を出るという昔からの仕来たりがある。
魔法
厳密には魔法は「魔法」と「魔術」に大別される。魔法は魔女（魔法使い）単体で起こす現象であり、魔術は素材（乾物など）を組み合わせて起こす現象のこと。
魔女協会
新米魔女の育成、魔術に関する冊子の配布、「あっち側からの依頼」の割り振りなどを行っている他は詳細不明の組織。総本部はスコットランドに存在する。新米魔女には担当のベテラン魔女がつく。
使い魔
魔女や魔法使いが連れている生物。真琴や茜の猫、杏子のミミズクなど直接人間の言葉を喋れないが意思疎通は可能な動物から、千夏の使い魔の魔法生物、異世界の金属生命体まで幅広い。
魔女が難しい魔法を使う際に力を貸してくれたり、魔法を使った後の心の疲労のケアなどをしてくれる。
初対面の魔女同士が使い魔の前で会うと協会に誰と誰が会ったかなどの情報が発信される。
使い魔はこうじゃなければいけないという決まりはなく、目には見えない「縁」のようなもので自然に惹かれ合い仲良くなる。
マナ
自然界に存在する、魔女（魔法使い）が魔法（魔術）を使用するために必要なエネルギー。後述の「九行（ここのつ）」と同じ９種類のマナがあり、各魔女によって扱えるマナに差異がある。
九行（ここのつ）
魔女の体質、得意魔法等をもとに属性を９種類に分類したもの。このここのつによって得手不得手、性格等の傾向がわかる。
ここのつは「火」「水」「木（プランタ）」「風（ウィントス）」「土（テラ）」「金」「光」「闇（チェムノタ）」「霊」に大別される。「光」「闇」「霊」は極めてレアであり「光」は一万人に一人、「闇」は二万人に一人、「霊」に至っては十万人に一人と言われている。
作中の説明によると、「闇」と言っても「悪（ダークサイド）」という意味ではなく、影や暗闇から生まれる「闇のマナ」をうまく扱える魔女のこと。新たな魔法を生みだすことも多い属性なので「創造の魔女」とも言われる。
魔女のすゝめ
基本的な情報が無料で得られる魔女のためのウェブサイト。小夜はここでナルナルに対する有効打の情報を得ていたが虫が苦手なので隠していた。
魔女の小指
魔女の小指がモチーフのクッキー。魔女の間では、縁結びのおまじないのお菓子として親しまれている。
脱兎ルール
魔女協会が大昔に作ったルールで、魔女の存在を世間一般から隠すためのシステム。おしゃべりな人やマスコミといった「世の中に影響力がある人」が魔女に関して調査しようとすると、自然な形で魔女に関する情報が「脱兎のごとく」遠ざかるというもの。これによって魔女たちが一般市民にまぎれて生活できたり、魔女に関する事件が世間にあまり広まらずに終息したりする。
トロルマネジャ
トロールを保護・管理する仕事。力と体力勝負。鹿角小夜の父が就いている。
大（だい）サバト
サバト (魔女)と呼ばれる、毎年各地の魔女協会主催で、その協会地域に向けて行われる魔女のお祭りがある。
大サバトは20年に１度行われ、作中で描かれている大サバトは火の大サバトと呼ばれ、火の大サバトは180年ぶりの開催。20年毎で今回火の大サバトが180年ぶりということは、大サバトは20年に一度、前述の九行（ここのつ）に関連して行われるサバトを大サバトと呼称して地球規模で行われているようである。大サバトは一週間かけて行われる世界中の魔女が一挙に集まる大祭。
開催地は候補地が占いで示された後、それぞれの候補地へ魔女協会総本部理事が各国地域の協会支部長らと共に視察し決定されるが、最終的にはその回の九行の世界の主：あるじ（火の大サバトなら火の世界の主）が他の九行の世界の主と協議の上決定する。
コーヒブルカ
火の世界の名称でもあり、火の授与主の名称でもある。
とっちゃり
前述の火の世界コーヒブルガでの庶民的スポーツだが作中で世界ランク５位の人物が描かれていることや歴史が語れていることから、メジャーではないが魔女界で古くから親しまれている競技だとと推測される。
ルールは魔法利用可の相撲。ただし相手を土俵の外に押し出すことが勝利条件であり、土俵内で手や体を地面に付けても負けにはならない。
「まじない衣」と呼ばれる正装（見た目は半纏）で競技を行い、衣のお陰で怪我はしないが気絶程度はする可能性はある。
ルール説明にて「呪殺」などの殺傷能力のある魔法も「道徳の範囲」であれば使えるようである。
陰陽双回向（いんようそうえこう）
ある意味究極の洗脳魔法。世界概念の一部の陰陽を魔法発動者の認識を除いて逆転させる魔法。古代魔法の一種で、茜は魔女５人分の魔力を使って発動させたが、それでも発動に時間がかかった。

### 魔具
魔法が込められており、魔術的な効果をもたらす道具。「魔法道具」の略。協会から依頼される仕事の報酬として渡される金貨で購入できるものもある。
ほうき
魔女の定番アイテム。空を飛ぶ道具。魔力が込められていない市販のほうきでも飛行は可能。材質によって特性が変わる。本来は宙に浮くためのものではなく、重力を切り払う媒体として用いるもの。ベテラン魔女になるとほうきではなく豚やバイクに乗って空を飛ぶことも可能。
可視化軟膏
魔女協会が発行している金貨1枚で買える魔具。まぶたに塗ることによって普通では見えないよう擬態している魔法生物が見えるようになる。
三界銭
江丹雲が真琴のここのつ判別のために作った魔具。三枚のコインとそれを収めるケースからなる。コインを同時にケースの上に落とし、その落ち方で判別する。判別する方法としては簡単な部類になる。
呪織布（じゅしょくふ）
世界中の魔術師により作られた魔法が織り込まれた布。
チェンソーや刃物も通らない布や、銃弾すら通さない防弾性の布、耐火性に優れたマグマすら掴める布や、身につけることで筋力が上がりコンクリすら握り潰せるようになる布など、布ごとにそれぞれ違う魔法が織り込まれている。
鑑札
持つ事で魔法を使えない人にも、魔女にしか見えない物が見えたり、魔女にしか体験できない現象を体験できるようになるアイテム。第６４話で秋元弥生が二瓶巴から布で織られたようなバッジ状の鑑札を借り受けている。
相乗の誓い
魔女協会弘前支部のアキラの執務室前の廊下の突き当りにあるタイルだらけの壁で「魔女として皆でこの世界を支えていこう」といったテーマのアート作品。同壁に飾られた魔女と世界の歴史が描かれた絵画も含めてのアート作品なのかは不明。
このアート作品は同支部の七不思議のひとつで、魔女と使い魔でひとつ（かなり厚みがある）のタイルにセットで手形を残す風習がある。普段は真っ新なタイルの壁だが訪れた魔女の呪文により、特定の魔女と使い魔のタイルが閲覧可能になる。
未だ解明はされていないが手形を残した魔女と使い魔の親睦が深まる効果があり、手形をきっかけに使い魔と会話可能になることが稀に起きる。千夏達とハマベーもこの手形をきっかけに会話できるようになった。
カオスストーン
魔力を注ぐことで魔女一人一人に違った魔法効果が表れる石。
真琴の場合は、「持つと少し視力が良くなる魔石」になり、小夜の場合は、「台風を相殺するほどの威力を持った小さな竜巻を作る魔石」になった。
ギフトアップル
実物のりんごを使った魔法のかかったお菓子。
見た目は毒々しくドクロっぽい模様がついたリンゴで、１つにつき１つの魔法が封入されている。食べた人にその魔法が発現する。
「gift」はドイツ語で「毒」の意味があり、作中では白雪姫（作中では「物語」とだけ言及）の毒リンゴはこのギフトアップルが元ネタとされている。

## モデルとなった場所
石場家住宅
那央の家のモデル。
藤田記念庭園
喫茶店コンクルシオのモデルとされているのは、庭園内にある「大正浪漫喫茶」で、外観も内装もほぼそのままの形で営業している。
弘前学院聖愛中学高等学校
主人公たちが通っている高校のモデル。
弘前公園
犬養が占いをしていた弘前城にある公園。
旧弘前偕行社
第56話において、「魔女協会弘前支部」として登場した。
久渡寺
第85話において、作中で百瀬の描く漫画の次回作のために真琴と那央が一緒に取材した青森県弘前市坂元に実在するお寺。（作中にも「オーキョさん」として登場する円山応挙の真筆の絵も実在する。）

## 書誌情報
- 石塚千尋 『ふらいんぐうぃっち』 講談社〈講談社コミックス〉、既刊14巻（2025年6月9日現在）
  1. 2013年12月9日発売[20]、ISBN 978-4-06-394992-6
  2. 2014年6月9日発売[21]、ISBN 978-4-06-395095-3
  3. 2015年4月9日発売[22]、ISBN 978-4-06-395363-3
  4. 2016年3月9日発売[23]、ISBN 978-4-06-395635-1
  5. 2016年11月9日発売[24]、ISBN 978-4-06-395790-7
  6. 2017年9月8日発売[25]、ISBN 978-4-06-510183-4
  7. 2018年9月7日発売[26]、ISBN 978-4-06-512323-2
  8. 2019年8月9日発売[27]、ISBN 978-4-06-516285-9
    - 『ドラマCD付き特装版』同日発売[28]、ISBN 978-4-06-517032-8

  9. 2020年6月9日発売[29]、ISBN 978-4-06-519382-2
  10. 2021年6月9日発売[30]、ISBN 978-4-06-523415-0
  11. 2022年6月9日発売[31]、ISBN 978-4-06-528167-3
  12. 2023年6月8日発売[32]、ISBN 978-4-06-531871-3
  13. 2024年6月7日発売[33]、ISBN 978-4-06-535786-6
  14. 2025年6月9日発売[34]、ISBN 978-4-06-539743-5

## テレビアニメ
2016年4月より6月まで日本テレビ、青森放送、サンテレビ、ミヤギテレビ、BS日テレにて放送された。
原作コミックス第1巻から4巻の第21話までのストーリーを元にして制作された。「夜の帳」や、最終話の後半に登場した「土魚」(どんぎょ)はアニメオリジナルのキャラクターであり、ストーリーもオリジナル制作された。

### 経緯・製作
プロデューサーの奈良駿介が、原作の3巻が出るころに表紙に惹かれ、書店で原作を手に取り、作中で描かれている弘前の風景が背景としてアニメ映えするだろうこと、作品が持つ不思議な雰囲気に惹かれたことをきっかけに企画が立ち上がった。
制作スタジオは、キャラクターのかわいらしさと、弘前の自然の風景や光などを綺麗に描けるスタジオとしてJ.C.STAFFに白羽の矢が立てられた。現実世界からすると異質な魔法の表現についても原作者との協議の結果、現実世界に実在することに違和感がないよう、化学実験に近い控えめな表現を用いている。シリーズ構成には、多くを占める女性のキャラクターの台詞にリアリティーが出るように、女性である赤尾でこが起用された。大きな要素として意識していた背景は「優しく温かみのある画面作り」という希望をJ.C.STAFFに伝えたところ、ムーンフラワーを紹介され、奥村泰浩が担当となった。
キャスティングは作品になじむことを重視し、できるだけ自然でやわらかな声という基準でオーディションで決められた。原作者から、若い世代は強い津軽弁をさほど使わないという話があったため、無理には入れず方言による表現は圭や千夏の父、啓司が担っている。
さらに「弘前さくらまつり」のポスターや「弘前ねぷたまつり」および「弘前城雪燈籠まつり」や弘南鉄道のラッピング電車（7000系7033編成）、弘南バスのラッピングバスや停留所でコラボ企画も実施された。

### トークショー
- 舞台地の弘前市では放送に先駆け第1話の先行上映会を2016年4月3日に弘前文化センターで開催され、篠田みなみと三上枝織のトークショーも行われた。
- 2016年9月10日に、RABまつりにて、篠田みなみと鈴木絵理のトークショーが行われた[45]。
- また、2017年2月11日15時から、弘前城雪燈籠まつり会場のイベントステージで篠田みなみと鈴木絵理のトークショーが行われた。

### スタッフ
- 原作 - 石塚千尋
- 監督 - 桜美かつし
- シリーズ構成 - 赤尾でこ
- キャラクターデザイン - 安野将人
- 総作画監督 - 安野将人、藤井昌宏（第2話）
- 美術監督 - 奥村泰浩
- 色彩設計 - 安藤智美
- 撮影監督 - 大河内喜夫
- 編集 - 後藤正浩
- 音響監督 - 岩浪美和
- 音楽 - 出羽良彰
- 音楽プロデューサー - 高谷楓、渡辺一博
- プロデューサー - 稲毛弘之、桐本篤、奈良駿介、千石一成、伊藤洋平、佐々木渉
- アニメーション制作プロデューサー - 鈴木薫
- アニメーション制作 - J.C.STAFF
- 製作著作 - 「ふらいんぐうぃっち」製作委員会（日テレ、vap、NTVM、講談社、RAB青森放送）

### 主題歌
「シャンランラン feat.96猫」
 miwaによるオープニングテーマ。作詞はmiwa、編曲はNAOKI-T、作曲は両名の共作。
「日常の魔法」
木幡真琴（篠田みなみ）&倉本千夏（鈴木絵理）によるエンディングテーマ。作詞は只野菜摘、作曲は睦月周平、編曲は睦月と川田瑠夏。

### 各話リスト
| 話数   | サブタイトル                 | 脚本     | 絵コンテ   | 演出       | 作画監督                                     |
| ------ | ---------------------------- | -------- | ---------- | ---------- | -------------------------------------------- |
| 第1話  | 6年振りの不思議              | 赤尾でこ | 桜美かつし | 桜美かつし | 前田義宏 萩原弘光 西東圭 重松佐和子          |
| 第2話  | 魔女への訪問者               | 赤尾でこ | 二瓶勇一   | 高島大輔   | 中西愛 吉田優子 森七奈                       |
| 第3話  | 畑講座と魔術講座             | 江夏由結 | 篠原正寛   | 篠原正寛   | 齋藤美香                                     |
| 第4話  | 桜の中の占い師               | 福田裕子 | 倉川英揚   | 倉川英揚   | 芝田千紗 徳田賢明 前田義宏 藤部生馬          |
| 第5話  | 使い魔の活用法               | 赤尾でこ | 佐山聖子   | 佐山聖子   | 矢向宏志 浅川翔 上田みねこ 佐野はるか        |
| 第6話  | おかしなおかし               | 福田裕子 | 二瓶勇一   | 高島大輔   | 大原大 飯飼一幸 徳田夢之助 ハンミンギ        |
| 第7話  | 喫茶コンクルシオ             | 江夏由結 | 篠原正寛   | 篠原正寛   | 山本雅章 佐藤嵩光 中西愛 前田ゆり子 猿渡聖加 |
| 第8話  | 常連の鳴き声                 | 赤尾でこ | 橋本敏一   | 橋本敏一   | 森七奈 高橋沙妃 鎌田均 猿渡聖加 冨岡寛       |
| 第9話  | 明日の明日は今にある         | 福田裕子 | 倉川英揚   | 倉川英揚   | 徳田賢朗 藤部生馬 芝田千紗 前田義宏          |
| 第10話 | 料理合わずと蜂合わず         | 江夏由結 | 佐山聖子   | 佐山聖子   | 矢向宏志 浅川翔 上田みねこ 齋藤美香          |
| 第11話 | くじら、空をとぶ             | 福田裕子 | 二瓶勇一   | 篠原正寛   | 片岡英之 横松雄馬                            |
| 第12話 | 魔女のローブと日々は十人十色 | 赤尾でこ | 桜美かつし | 桜美かつし | 佐野はるか 坂本哲也 森七奈 佐藤嵩光 高橋沙妃 |

### 放送局
| 放送期間                | 放送時間                     | 放送局       | 対象地域   | 備考     |
| ----------------------- | ---------------------------- | ------------ | ---------- | -------- |
| 2016年4月10日 - 6月26日 | 日曜 2:25 - 2:55（土曜深夜） | 日本テレビ   | 関東広域圏 | 製作参加 |
| 2016年4月14日 - 6月30日 | 木曜 0:30 - 1:00（水曜深夜） | サンテレビ   | 兵庫県     |          |
| 2016年4月16日 - 7月9日  | 土曜 1:27 - 1:57（金曜深夜） | 青森放送     | 青森県     | 製作参加 |
| 2016年4月20日 - 7月6日  | 水曜 2:30 - 3:00（火曜深夜） | BS日テレ     | 日本全域   | BS放送   |
| 2016年4月23日 - 7月9日  | 土曜 2:00 - 2:30（金曜深夜） | ミヤギテレビ | 宮城県     |          |
| 2016年6月11日 - 9月9日  | 土曜 1:00 - 1:30（金曜深夜） | 日テレプラス | 日本全域   | CS放送   |

| 配信開始日    | 配信時間           | 配信サイト         |
| ------------- | ------------------ | ------------------ |
| 2016年4月10日 | 日曜 23:00 - 23:30 | ニコニコ生放送     |
|               | 日曜 23:30 更新    | ニコニコチャンネル |

### ふらいんぐうぃっち ぷち
本作のプロモーションとして、作成された約2分のウェブアニメ。2016年3月19日から6月24日にかけ、4月1日配信の2話以降、隔週金曜日更新されていた。配信は公式サイトおよびバップのYouTube公式チャンネルで行われ、2017年4月現在、「ふらいんぐうぃっち ぷち」BD&DVD Vol.1発売記念編のみが配信されている。登場人物は約二頭身の3Dモデルに描き直され、元から小さい使い魔は少し大きめにデザインされている。内容は本編に纏わる小さなエピソードや広告で構成されており、こちらも映像特典として、DVDならびにBD各巻に本編と共に収録された。

#### スタッフ（ぷち）
- 監督 - 市川量也
- 絵コンテ・演出 - 甲田菜穂
- 脚本 - 赤尾でこ
- ぷちキャラクターデザイン - 関絵理奈
- 音響監督 - 岩浪美和
- 音楽 - 出羽良彰
- アニメーション制作 - ドメリカ
- 制作 - VAP

#### 主題歌（ぷち）
「あしたもあした」
木幡真琴（篠田みなみ）によるエンディングテーマ。作詞・作曲は渡辺翔、編曲は清水哲平。

### BD / DVD
| 巻  | 発売日         | 収録話          | 規格品番   | 規格品番   |
| 巻  | 発売日         | 収録話          | BD         | DVD        |
| --- | -------------- | --------------- | ---------- | ---------- |
| 1   | 2016年6月22日  | 第1話 - 第2話   | VPXY-71444 | VPBY-14503 |
| 2   | 2016年7月20日  | 第3話 - 第4話   | VPXY-71445 | VPBY-14504 |
| 3   | 2016年8月24日  | 第5話 - 第6話   | VPXY-71446 | VPBY-14505 |
| 4   | 2016年9月21日  | 第7話 - 第8話   | VPXY-71447 | VPBY-14506 |
| 5   | 2016年10月19日 | 第9話 - 第10話  | VPXY-71448 | VPBY-14507 |
| 6   | 2016年11月23日 | 第11話 - 第12話 | VPXY-71449 | VPBY-14508 |
| BOX | 2018年12月19日 | 第1話 - 第12話  | VPXY-71671 | -          |

| 日本テレビ 日曜 2:25 - 2:55（土曜深夜）   | 日本テレビ 日曜 2:25 - 2:55（土曜深夜）                 | 日本テレビ 日曜 2:25 - 2:55（土曜深夜） |
| 前番組                                    | 番組名                                                  | 次番組                                  |
| ----------------------------------------- | ------------------------------------------------------- | --------------------------------------- |
| ナースウイッチ小麦ちゃんR 2016年1月 - 3月 | ふらいんぐうぃっち 2016年4月 - 6月 【本作までアニメ枠】 | 不定                                    |